# Moja osveta je oprost
Moja osveta je oprost je hrvatski dokumentarni film autorice Irene Hrvatin. Film govori o hrvatskom mučeniku i blaženiku Miroslavu Bulešiću i o "krvavoj krizmi" u Lanišću gdje je ubijen.
Film je dobio glavnu nagradu na 5. Festivalu hrvatskoga katoličkog filma Trsat.